# Лесси (персонаж)

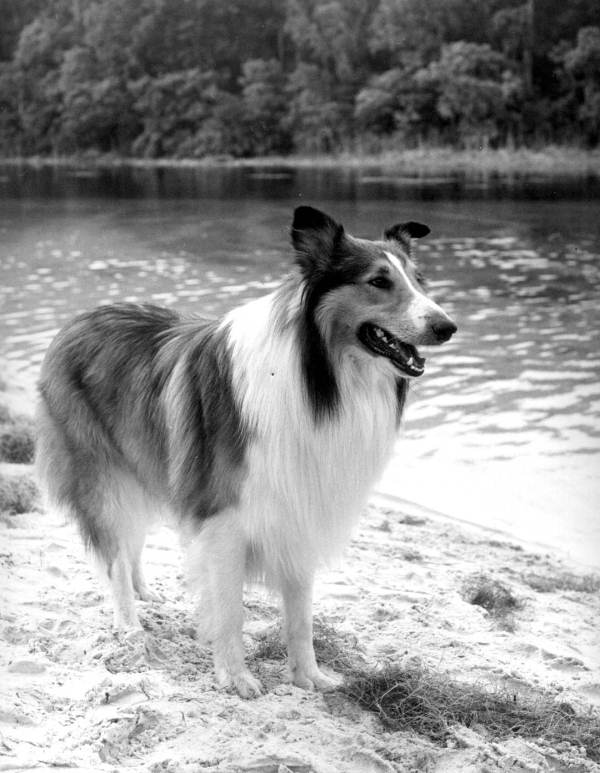
На съёмках фильма о Лесси

Ле́сси (англ. Lassie) — вымышленная собака породы колли, персонаж многих фильмов, сериалов и книг.

## Характер и описание
Образ Лесси был создан англо-американским писателем Эриком Найтом (англ. Eric Mowbray Knight; 1897—1943). В 1938 году он опубликовал в журнале «Saturday Evening Post» рассказ «Лесси возвращается домой», а в 1940 году расширил его до размера романа. Он был переведён на 25 языков. В рассказе Найта у йоркширского мальчика есть исключительно красивая и преданная колли, но когда у семьи возникают финансовые проблемы, родители продают собаку состоятельному дворянину. И мальчик, и собака тоскуют друг по другу. Тоска Лесси усиливается, когда новый хозяин увозит её за сотни миль в своё поместье в Шотландию. Однако инстинкт колли вынуждает её убежать. В книге прослеживаются отчаянные усилия Лесси вернуться к мальчику, которого она любит.
В 1943 году по книге был поставлен первый фильм о Лесси, названный «Лесси возвращается домой», который полностью соответствовал сюжету книги. Главную роль сыграл Родди Макдауэлл. С тех пор были сняты многочисленные продолжения — фильмы, сериалы и телевизионные программы, в которых действуют персонажи из других программ.
Сериалы снимались в 1960-е, 1970-е, 1980-е и 1990-е годы различными компаниями, на разные сюжеты и с участием разных актёров.
Лесси была настолько популярна, что её, одну из трёх выдуманных образов собак, наградили звездой на Голливудской «Аллее славы». Кроме неё, звёздами были награждены вымышленные персонажи-собаки Рин Тин Тин и Стронгхарт, а также Микки Маус.
В сериале 1954—1974 годов у Лесси было несколько хозяев, первых двух звали Джефф (Томми Реттиг) (повторный показ этих эпизодов позже был назван «Колли Джеффа») и Tимми (Джон Провост). Оба были мальчиками с фермы и часто помогали чистить свою супервоспитанную собаку. Джун Локхарт, которая раньше появлялась в «Сыне Лесси», играла роль матери Tимми после Клорис Личмен. Рейнджер Кори пришёл позднее, и почти до конца сериала Лесси выступала без постоянного хозяина.
Первую собаку, сыгравшую роль Лесси, звали Пэл (англ. Pal — «Друг»). Он был куплен в питомнике Колли Глэмис (Калифорния). Первый хозяин не смог выдрессировать пса и нанял для этого дрессировщиков собак, братьев Радда и Фрэнка Уэзервоксов (англ. Rudd & Frank Weatherwax). Когда хозяин не смог оплатить счёт, Уэзервоксы забрали пса к себе.
Пэл был повязан с большим количеством сук. 9 потомков Пэла по прямой линии играли роль Лесси в более чем десяти фильмах и двух телесериалах. Лесси-младший, Спук, Беби, Майа и Эй-эй играли роль Лесси в большом телевизионном сериале.
Сын Эй-эя Бой играл колли в фильме 1978 года «Магия Лесси», а сын Боя Олдмен взял на себя роль Лесси в сериале 1980-х «Новые приключения Лесси». К тому времени Радд Уэзервокс умер, и его сын Роберт стал дрессировать «Лесси». Сын Олдмена Говард снялся в фильме «Лесси» 1994 года и в первых сериях одноимённого сериала конца 90-х. Из-за экономии продюсеры сериала заменили линию собак, что вызвало кампанию протеста, которая была возглавлена The Lassie Network, чтобы восстановить генетическую линию собак в фильмах и сериалах Лесси. Результатом стало появление в последних 13 сериях этого сериала сына Говарда Эй-эя II.
Все 9 «Лесси» были кобелями, хотя играли женскую роль (скотс Lassie — «девушка»). Колли-суки теряют свою шубку по крайней мере раз в год, поэтому не могут сниматься круглогодично. Кроме того, пёс породы колли больше по размеру и более выносливый, и актёр-ребёнок может играть в паре с собакой более длительное время.
Некоторые из собак, игравших Лесси, были собственностью и обучались Раддом Уэзервоксом до его смерти, а затем его сыном Робертом Уэзервоксом. Сегодня собаки находятся в собственности и обучаются давним содрессировщиком Кэрол Риггинс (англ. Carol Riggins). Авторские права к фильмам и сериалам принадлежат различным компаниям, потому что каждая из них значительно изменила первоначальную историю (сюжет, место действия и имена героев, за исключением Лесси).
Некоторые эпизоды, в том числе «Небольшая влюблённость» (№ 509, 1969) и «Пороги Белой реки», были сняты в Дуранго, штат Колорадо, в Доме хлебопёка и на реке Анимас, не считая Мост хлебопёка, использовавшийся для съёмок фильма «Бутч Кэссиди и Санденс Кид».
Настоящей кличкой Лесси из экранизации 2005 года была Роки.
В 2020 году сюжет был перенесён на экран вновь, на этот раз съёмочной командой из Германии во главе с режиссёром Ханно Ольдердиссеном. Картина получила название «Лесси. Возвращение домой». В основном Лесси играла одна собака, кобель. В 2023 году вышло продолжение данного фильма под названием «Лесси — лохматый детектив».

## Экранизации
В 1994 году компании «Nickelodeon» и «Sony Wonder» сняли 6 видеофильмов.

### Сериалы
- «Лесси» («Lassie», 1954—1974, 591 серия)
- «Лесси и спасатели» («Lassie’s Rescue Rangers», 1973, 15 серий, анимационный)
- «Новые приключения Лесси» («New Lassie», 1989, 48 серий)
- «Славный пёс Лэсси» (яп. 名犬ラッシー мэйкэн расси:, 1996, аниме, 26 серий)
- «Лесси» («Lassie», 1997, 52 серии)
- «Новые приключения Лесси» («The new adventures of Lassie», 2014, анимационный)

### Фильмы
- «Лесси возвращается домой» («Lassie Come-Home», 1943 — Пэл играет Лесси, Элизабет Тейлор играет первый раз в фильмах о Лесси)
- «Сын Лесси» («Son of Lassie», 1945 — Пэл играет сына Лесси, тогда как разные собаки играют саму Лесси)
- «Храбрость Лесси» («The Courage of Lassie», 1946 — Элизабет Тейлор играет второй раз в фильмах о Лесси, Пэл играет Билла)
- «Родные холмы» («The Hills of Home», 1948 — Пэл фактически играет Лесси)
- «Солнце восходит» («The Sun Comes Up», 1949)
- «Вызов Лесси» («Challenge to Lassie», 1949) — снят по книге «Грейфраерс Бобби» Элеоноры Эткинсон[англ.], основанной на истории легендарного Скай терьера, известного как Грейфраерс Бобби
- «Лесси в разрисованных холмах» («The Painted Hills», 1951)
- «Приключения Лесси во времена золотой лихорадки» («Lassie’s Adventures in the Goldrush», 1951)
- «Большое приключение Лесси» («Lassie’s Great Adventure», 1963)
- «Полёт пумы» («Flight of the Cougar», 1967)
- «Приключения Ника» («The Adventures of Neeka», 1968)
- «Мир — наша профессия» («Peace Is Our Profession», 1970)
- «Звуки радости» («Joyous Sound», 1972)
- «Лесси и дух Гремящей Горы» («Lassie and the Spirit of Thunder Mountain», 1972)
- «Лесси: Новое начало» («Lassie: A New Beginning», 1973)
- «Магия Лесси» («The Magic of Lassie», 1978)
- «Лесси» («Lassie, Best Friends are Forever», 1994)
- «Возвращение Лесси» («Lassie Returns», 2000)
- «Лесси» («Lassie», 2003)[источник не указан 1786 дней]
- «Лесси» («Lassie», 2005)
- «Лесси. Возвращение домой» («Lassie — Eine abenteuerliche Reise», 2020)
- «Лесси — лохматый детектив» («Lassie – Ein neues Abenteuer», 2023)

### Специальное
- «Лесси с любовью» («To Lassie, With Love», 1974)
- «История Лесси» («The Story of Lassie», 1994)
- «Лесси освобождена» («Lassie Unleashed», 1994)